# Julio Gutiérrez (músico)
Julio Gutiérrez (Manzanillo; 12 de enero de 1918 – Nueva York; 15 de diciembre de 1990) fue un director musical, pianista, compositor y arreglista cubano. Fue una de las principales figuras de la escena musical de La Habana en las décadas de 1940 y 1950, y un pionero de la descarga (jam session cubana).  Como compositor, es recordado por su bolero de 1944 «Inolvidable», que ha sido interpretado por numerosos artistas.

## Biografía
Nacido en Manzanillo (en la actual Provincia de Granma) el 12 de enero de 1918, Julio Gutiérrez aprendió a tocar el violín y a cantar desde muy joven. Tenía seis años cuando aprendió a tocar el piano, y catorce años cuando fundó una banda local y se convirtió en su director. En 1940, Orquesta Casino de la Playa estaba de gira por el este de Cuba y Miguelito Valdés le sugirió que fuera a La Habana, donde podría prosperar como músico. Más tarde se mudó a la capital, donde se convirtió en el pianista del Casino de la Playa y compuso varios éxitos como el bolero «Inolvidable».
In 1948, formó su propia big band con la que realizó giras por América Latina y España. Este grupo que era la banda residente de RHC-Cadena Azul,  incluía músicos prominentes como Alejandro "El Negro" Vivar, Edilberto Escrich, Nilo Argudín, Emilio Peñalver, Rogelio Darias y Óscar Valdés Sr. Después de regresar a Cuba de su larga gira en 1950, Gutiérrez comenzó a componer bolero-mambos y chachachás. Fue nombrado director musical del Canal 4, y acompañó a Rita Montaner, Rosita Fornés, Lucy Fabery, Olga Rivero, Cuarteto Faxas, Dúo Cabrisas-Farach y Omara Portuondo.
En 1956, Panart le encargó la grabación de una «descarga». A pesar de ser concebido como un proyecto muy comercial, la Cuban Jam Sessions de Panart bajo la dirección de Julio Gutiérrez con Peruchín en el piano y otros músicos cubanos conocidos, recibió una gran aclamación de la crítica. Después de su éxito, artistas como Chico O'Farrill, Cachao y Niño Rivera grabaron sus propias descargas.
En 1960, Julio Gutiérrez huyó a México y poco después se mudó a Miami, donde grabó algunos LP para sellos como Sirena y Montilla; también respaldó a la cantante Blanca Rosa Gil. Luego pasó más de 20 años en Nueva York, grabando numerosas sesiones como concertino, director de orquesta y/o pianista. También fundó su propio sello, J&G. Viajó varias veces a Puerto Rico, donde tocó en hoteles y clubes nocturnos. Murió en Nueva York el 15 de diciembre de 1990. Gutiérrez fue inducido póstumamente al International Latin Music Hall of Fame en 2000.

## Discografía
- 1956: Este es el ritmo del cha cha chá (Panart) - conCuarteto Faxas
- 1956: Cha Cha Cha for Moderns (Fiesta del cha cha cha) (Panart; reeditado como This Is The Rhythm) - con Cuarteto Faxas
- 1956: Serenata en cha cha chá (Panart) - con Cuarteto Faxas
- 1956: Cuban Jam Session Vol. 1 (Panart)
- 1957: Cuban Jam Session Vol. 2 (Panart)
- 1957: Luna de miel en Venecia (Panart) - con Pino Baratti
- 1959: Así es La Habana! (Panart)
- 1960: Una noche inolvidable (Panart)
- 1964: Julio Gutiérrez Play the Exciting Sound of Havana B.C. (Sirena)
- 1965: Get to Know Mr. J.G. (Montilla)
- 1968: Instrumentales para ti (Gema)
- 1970: Progressive Latin (Gema)
- 1971: Julio Gutiérrez and Los Guajiros (Gema)
- 1978: Close Encounters of the Latin Kind (Neon)
- 1982: Viva América Latina (Toboga)